# Педро-Луро
Педро-Луро (исп. Pedro Luro) — посёлок в Аргентине в провинции Буэнос-Айрес на реке Рио-Колорадо.

## История
В середине XIX века аргентинские войска, завоёвывая индейские земли, дошли до реки Рио-Колорадо, водрузили здесь аргентинский флаг и построили укрепление. В 1860-х годах Педро Луро (баск французского происхождения) приобрёл здесь участок земли и начал заниматься сельским хозяйством. Потом здесь стали селиться и другие переселенцы, в 1912 году сюда была доведена железная дорога, и в 1913 году была построена железнодорожная станция «Педро-Луро», давшая начало посёлку.